# Johnny Hallyday à Nashville 1962-1963

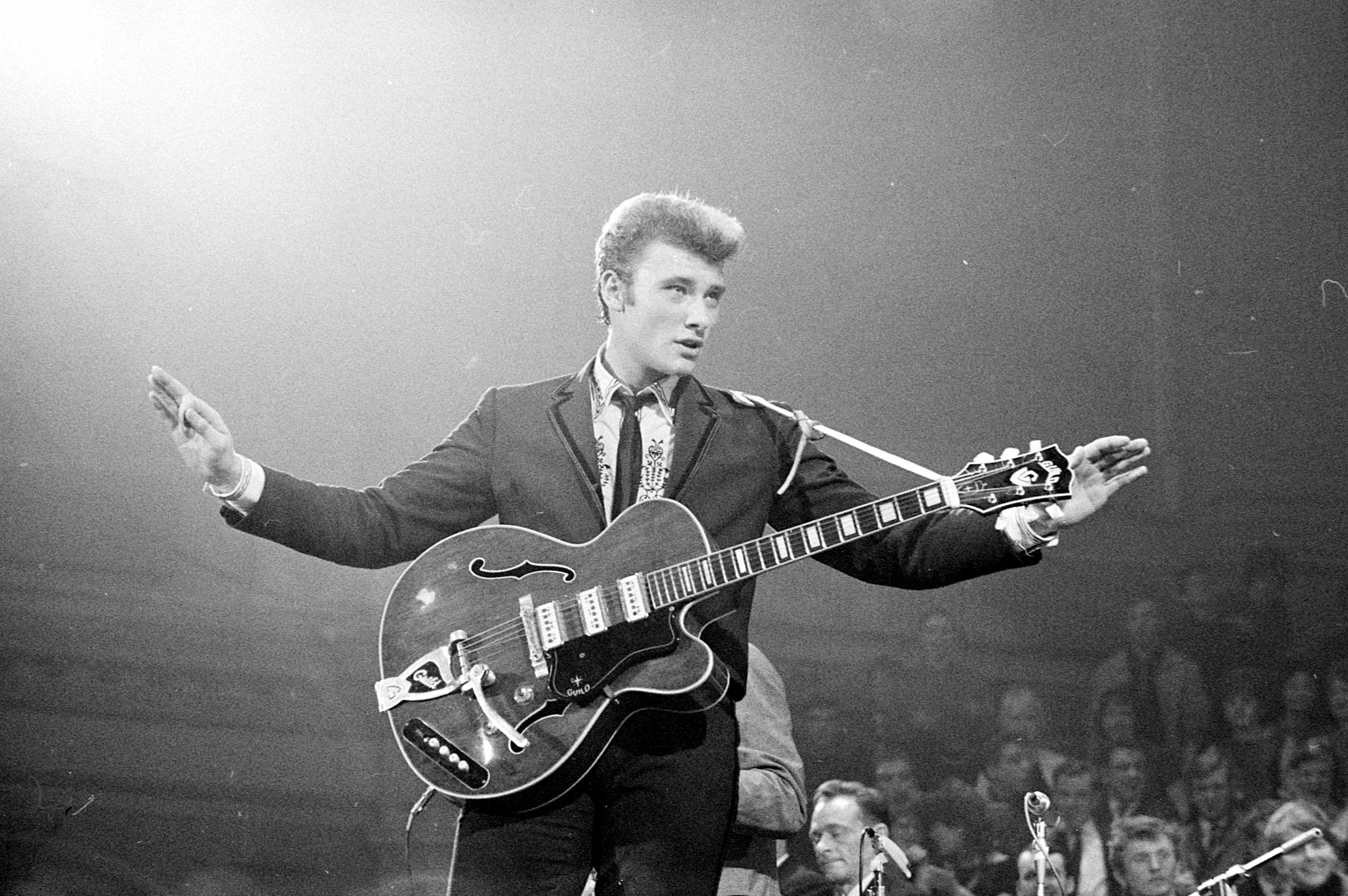
Johnny Hallyday, 1963

Johnny Hallyday en 1961, en rupture avec Vogue, est en quête d'une autre maison de disque. Son souhait est de signer chez Barclay, où il espère rejoindre son ami Eddy Mitchell. Mais Eddie Barclay lui propose d'être accompagné par des musiciens aux cheveux teints de façon extravagante et Johnny décline l'offre.  La maison de disque Philips s'engage à ce qu'il puisse enregistrer à l'étranger. Cet élément est déterminant et Johnny signe un contrat avec la firme le 19 juillet 1961. De fait, Philips tient parole et en février 1962, Johnny Hallyday enregistre pour la première fois en studio à Nashville,.

## Session mai 1962 et tournée de promotion aux États-Unis
Le chanteur est de retour à Nashville au mois de mai. Cette fois encore, il grave seize nouveaux titres qui pour la plupart restent méconnus.
Profitant de ce second séjour aux États-Unis, Johnny Hallyday effectue une tournée de promotion qui le mène à Baltimore, Washington, Chicago et New York, où le chanteur se produit dans des collèges et des campus universitaires. Johnny participe également à plusieurs émissions de radios et de télévisions.

## Novembre 1963, nouvelle et ultime session d'enregistrement
Troisième voyage d'Hallyday aux États-Unis, où au cours d'une escale à New York, il recrute deux nouveaux musiciens, le guitariste Joey Gréco et le bassiste Ralph Di Pietro (avec lesquels, il va prochainement former le groupe Joey and the Showmen). En studio à Nashville durant une dizaine de jours, Johnny Hallyday enregistre dix neuf chansons dont dix-sept restent inédites jusqu'en 1993. Parmi elles, cinq seront réenregistrées à Paris sur les bandes orchestres américaines, (d'autres seront adaptées en français).

### Les titres (novembre 1963)
| No  | Titre                                                    | Auteur                                                   | Durée |
| --- | -------------------------------------------------------- | -------------------------------------------------------- | ----- |
| 1.  | I'm Gonna Sit Right Down and Cry (Over You)              | Joe Thomas - Howard Biggs (en)                           | 1:56  |
| 2.  | C'est bien lui                                           | (droits réservés)                                        | 2:36  |
| 3.  | Packin'up                                                | Margie Singleton (en) - Smith                            | 2:06  |
| 4.  | Bolt Of Love                                             | Eddie Kilroy                                             | 2:16  |
| 5.  | J'embrasse les filles                                    | Jean-Jacques Debout - R. Breton                          | 1:55  |
| 6.  | Deux façons de pleurer                                   | (droits réservés)                                        | 2:28  |
| 7.  | Such a Night                                             | L. Chase                                                 | 2:28  |
| 8.  | The Move                                                 | Richard - A. Ruster                                      | 2:57  |
| 9.  | Moi cette fille là                                       | Johnny Hallyday - Eddie Vartan - Ralph Bernet            | 2:13  |
| 10. | I Forgot to Remember to Forget                           | Charlie Feathers - S. Kesler                             | 2:19  |
| 11. | Ça suffit                                                | (Droits réservés)                                        | 2:21  |
| 12. | Just a Little More Time                                  | D. Morrison                                              | 2:39  |
| 13. | Les guitares jouent (Surfin' hootenanny)                 | L. Hazlewood - adaptation : Georges Aber                 | 2:11  |
| 14. | Tu n'as rien de tout ça ((You're the) Devil in Disguise) | Giant - Baum - Kaye - adaptation : Ralph Bernet          | 2:13  |
| 15. | Quand je l'ai vu devant moi (I Saw Her Standing There)   | John Lennon - Paul McCartney - adaptation : Ralph Bernet | 2:47  |
| 16. | Excuse-moi partenaire (Cuttin'in)                        | J. Watson - adaptation : Ralph Bernet                    | 3:05  |
| 17. | Pour moi tu es la seule (Sweet Loving Mamma)             | J. Watson - adaptation : Georges Aber                    | 2:56  |
| 18. | Les mauvais garçons                                      | Johnny Hallyday - Eddie Vartan - Ralph Bernet            | 1:56  |
| 19. | C'est fini miss Molly (Good Golly Miss Molly)            | R. Blackwell - J. Marascalco - adaptation : Ralph Bernet | 2:23  |

- Titres 1 à 12 : restent inédits jusqu'en 1993.
- Titre 13 : unique rescapé des enregistrements de novembre à Nashville, il sort et donne son titre au 25 cm Les guitares jouent.
- Titres 14 à 16 : réenregistrés à Paris le 4 décembre 1963[6].
- Titres 17 à 18 : réenregistrés à Paris le 4 mai 1964[7].
- Titre 19 : réenregistrés à Paris le 4 décembre 1963[6].

- C'est fini miss Molly (titre 18 ci-dessus) dans sa version nashvillienne de 1963, demeure inédit au disque. La chanson sera réenregistrée à Paris au studio Blanqui (sur les bases orchestres de Nashville), le 5 décembre 1963[8] et cette version parisienne demeurera également inédite jusqu'en 1993  (volume 5 - référence originale : Philips 512466-2 - intégrale CD) ; signalons toutefois que précédemment, elle est sortie de façon plus confidentielle, sur un mini CD 5 titres du Club Dial, en 1991[9],[10].

- Certains des inédits enregistrés en anglais aux États-Unis sont réenregistrés en France dans des adaptations françaises :
  - Packin up devient J'abandonne mes amours, (voir 25 cm Les guitares jouent)
  - Such a night  devient Oh cette nuit, (la version studio restera inédite jusqu'en 1993, mais ce titre est enregistré en live en 1964 - voir Johnny Hallyday Olympia 64)
  - I forgot to remember to forget devient J'ai oublié de me souvenir (voir Johnny, reviens ! Les Rocks les plus terribles)
  - I'm Gonna Sit Right Down and Cry (Over You) devient Pleurer auprès de toi - Just a little more time devient Juste un peu de temps, (voir album Hallelujah)
  - Moi cette fille là réenregistré sur des paroles différentes devient À deux heures de chez toi, (voir album Johnny chante Hallyday)
  - Bolt of love connait deux versions françaises : La pierre d'amour, (enregistré en décembre 64) et Celui qui t'as fait pleurer, (en 1965, voir album Hallelujah).
    - La pierre d'amour est l'une des chansons les plus rares de Johnny Hallyday. Elle connait une sortie confidentielle en 1965 sur un 45 tour promo, puis réapparait dans les années 1970 sur un double album de compilation. En 1993, elle est publiée en CD à l'occasion de la sortie d'une intégrale.
      - 45 tours hors-commerce Philips 373620[11] : Va-t'en - La pierre d'amour (1965)
      - Double 33 tours Succès 61-66 référence originale : Philips 6621012[12] (1973)

### Les musiciens
- Sessions Nashville :
  - Réalisation : Shelby Singleton (en)
  - Guitares : Jerry Kennedy, Tom Burlinson
  - Basse : Bob Moore (en)
  - Batterie : Buddy Harman
  - Piano : Ray Steven
  - Saxophone : Boots Randolph
  - Chœurs : The Milestone Singers

- Sessions françaises :
  - Joey and the Showmen
  - Guitare solo : Joey Gréco
  - Guitare rythmique : Claude Djaoui
  - Basse : Ralph Di Pietro
  - Piano : Marc Hemmeler (de)
  - Batterie : Bobbie Clarke (en)
  - Saxophone : Jean Tosan

### Sorties de 1993
- Le livre Johnny le livre contient un CD, composés de onze inédits, dont dix issus des sessions de Nashville de novembre 1963 (le onzième titre est la version inédite de Hey Joe avec Jimi Hendrix à la guitare).
  - Référence originale : CD Phonogram 5667
  - Tu n'as rien de tout ça - Excuse-moi partenaire - Quand je l'ai vu devant moi - C'est bien lui - Bolt of love - J'embrasse les filles - Pour moi tu es la seule - Such a night - Moi cette fille là - Ça suffit

- L'intégrale CD Collection Johnny Hallyday, propose soixante inédits, dont douze issus des sessions de novembre 1963 :
- Volume 32 - référence originale : Philips 512494-2
  - I'gonna sit right down and cry over you - Parkin'up - Bolt of love - Such a night - The move - I forgot to remember to forget - Just one more time
- Volume 39 - référence originale : Philips 512501-2
  - Moi cette fille là - Deux façon de pleurer - J'embrasse les filles - C'est bien lui - Ça suffit.

## Bilan et épilogue
Au cours de ces trois sessions, Johnny Hallyday a enregistré à Nashville quarante sept titres dont vingt-neuf en anglais qui pour la plupart restent inédits et/ou sont recyclés en Français.
L'album Sings America's Rockin' Hits a peu de succès à l'international notamment aux États-Unis où le rock and roll a déjà cédé sa place à d'autres modes. En France, son côté novateur obtient un réel succès d'estime, mais ne bouleverse pas pour autant les ventes de Johnny.
Des enregistrements de la seconde session, seuls les titres français sont diffusés dans l'hexagone. Philips, après la sortie d'un 45 tours en Angleterre et aux États-Unis, renonce à exploiter les chansons anglaises. En revanche Lee Hallyday souligne que la tournée américaine fut enthousiasmante : « Son premier contact avec le public américain de son âge a été extraordinaire. (...) Si on avait pu alors organiser une tournée de six mois, je crois que Johnny serait devenu une grosse vedette là-bas. » Malgré tout le « frenchy rockeur » peine à imposer au public américain son accent.
Les raisons de la « mise au placard » des enregistrements de 1963 demeurent inexpliquées. Daniel Lesueur avance l'hypothèse que Johnny Hallyday en cette fraicheur automnale aurait eu des problèmes de voix ; une tentative d'explication crédible au vu du nombre de titres qui furent réenregistrés en France. Il est aussi singulier de constater que (cette fois encore), l'ensemble des chansons anglaises est abandonné l'impact des ventes d'Hallyday sur le marché anglo-saxon étant peu probant Philips préfère « jeter l'éponge ».
Rétrospectivement, interrogé par Antoine de Caunes qui lui demande s'il pense que ses enregistrements en anglais auraient pu être le départ d'une carrière américaine ? Lucide, Johnny Hallyday répond : « Très honnêtement, je ne le pense pas, pour la bonne raison qu'à l'époque je ne parlais pas assez bien l'anglais ; j'avais énormément l'accent français, donc, à mon avis ça n'aurait pas pu marcher". »
Johnny Hallyday reviendra à Nashville en 1975 pour l'enregistrement de l'album La Terre promise, ainsi qu'en 1983 et 1984 pour les albums : Entre violence et violon, Drôle de métier, En V.O. et Spécial Enfants du rock.